# Cent
El nombre 100 és el nombre natural que segueix el noranta-nou i precedeix el cent un. Es pot escriure 100 en el sistema de numeració àrab o C en nombres romans. El quantitatiu corresponent és centenar (Un centenar de ...)
La seva representació binària és 1100100, la representació octal 144 i l'hexadecimal 64.
És el quadrat de deu i es designa amb el prefix hecto- o cent-. És la base per calcular els percentatges.
La seva factorització en nombres primers és 2²×5²; altres factoritzacions són 1×100 = 2×50 = 4×25 = 5×20 =10².
Es pot representar com a la suma de dos nombres primers consecutius: 47 + 53 = 100, i és un nombre gairebé primer: 5 x 2 x 2 x 5 = 100.
És la suma dels nou primers nombres primers: 2 + 3 + 5 + 7 + 11 + 13 + 17 + 19 + 23 = 100.
És un nombre d'Erdős-Woods.

## En altres dominis
- És el nombre d'anys d'un segle.
- En graus celsius, és la temperatura a la qual bull l'aigua.
- La majoria de subunitats de moneda el prenen com a base, per exemple, els cèntims respecte a l'euro.
- El número de telèfon de la policia a l'Índia.[2]
- Designa l'any 100 i el 100 aC.
- És el nombre atòmic del fermi.

## Referències

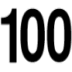
Cent